# Acid Death
Acid Death was een Griekse deathmetalband opgericht in 1989.  In 2001 ging de band officieel uit elkaar.

## Artiesten
- Savvas Betinis - bassist, vocalist
- Dennis Costopoulos - gitarist
- Nikos Andreadakis - gitarist, toetsenist
- Kostas Tsompanos - drummer

## Vroegere leden
- Themis Katsimihas. - gitarist

## Discografie
- 1995 - Misled (Molon Lave)
- 1997 - Pieces Of Mankind (Metal Mad)
- 2000 - Random's Manifest (Black Lotus)